# Avertino de Vençay
San Avertino de Vençay o Avertino de Tours fue un eremita y amigo de Tomás Becket. Viviendo una vida de eremita en Tours, Francia, antes de ser ordenado diácono de Tomás Becket, al que acompañó al sínodo de Tours en 1163. Después del martirio de Becket en 1170, Avertino se estableció en Touraine, Francia, donde permaneció hasta la muerte en 1180.